# Brzeźniczka (dopływ Zagożdżonki)
Brzeźniczka – struga, lewy dopływ Zagożdżonki o długości 4,12 km. 
Wypływa z bagien uroczyska Mokry Wierch. Płynie na wschód przez Puszczę Kozienicką, przecinając drogę z Pionek do Augustowa. Dalej płynie dość głębokim wąwozem porośniętym bogatym runem i starodrzewiem. Na swojej drodze tworzy liczne zakola. Na terenie rezerwatu leśnego Brzeźniczka, poniżej leśniczówki Krasna Dąbrowa, wpada do Zagożdżonki. W górnym biegu często wysycha.